# Ediciclo editore
Ediciclo Editore è una casa editrice italiana con sede a Portogruaro.
Fondata a Portogruaro nel 1987 e diretta da Vittorio Anastasia, è la casa editrice italiana specializzata nella pubblicazione di libri che hanno a che fare con il mondo della bicicletta, del viaggio e della mobilità sostenibile.
Socia dell'Associazione Italiana Editori e distribuita da Messaggerie Italiane, ha al suo attivo più di 300 titoli dedicati a questi argomenti. È proprietaria anche del marchio Nuovadimensione.

## Storia
La prima collana a essere inaugurata dalla casa editrice è stata quella delle guide alle salite su strada ("Passi e Valli in bicicletta"), presto affiancata da altre collane dedicate sempre ai percorsi in bicicletta. Nel tempo essa si è dedicata alle diverse sfumature del ciclismo (ciclismo eroico, urbano, mtb, scattofisso, piste ciclabili, greenways), allargandosi ad altri generi letterari (narrativa, saggi divulgativi, biografie) e tematiche, come l'escursionismo, il camminare e i viaggi responsabili, sempre legate al mondo della bicicletta. Un'attenzione particolare è stata rivolta al ciclismo eroico, alle annate importanti del Giro d'Italia e del Tour de France, alle gesta di Gino Bartali, Fausto Coppi, Alfredo Binda, Alfredo Martini. Da settembre 2015 ha aperto una collana dedicata ai ragazzi e ai bambini, "Driin!", diretta da Alfredo Stoppa.
Negli anni sono stati riconosciuti diversi premi ai libri della casa editrice tra cui il Concorso Letterario CONI per il racconto sportivo nel 2012 e 2013; il Premio Albatros Città di Palestrina per la letteratura di viaggio; il Premio Bancarella Sport 2014; il Premio ITAS per la letteratura di montagna, il Premio La magnifica Terra nel 2014 come miglior editore dell'anno.
Tra i suoi autori italiani si segnalano Enrico Brizzi, Margherita Hack, Paolo Nori, Marco Pastonesi, Pietro Spirito, Paola Zannoner, Wu Ming 2; ha anche pubblicato traduzioni di autori quali il giornalista francese Guillaume Prébois, il reporter della BBC Edward Enfield, il ciclonauta svizzero Claude Marthaler e lo scrittore viaggiatore londinese Robert Lilwall.
Ediciclo Editore pubblica dal 2013 la rivista-libro Cycle! diretta da Albano Marcarini.